# 波乃りん
波乃 りん（なみの りん、1978年9月23日 - ）は、日本の声優、舞台女優。神奈川県藤沢市出身。ケンユウオフィス所属。旧芸名は橘 凜（たちばな りん）。

## 略歴
少女時代に憧れた職業は婦人警官、獣医だったという。声優の世界に入ったきっかけは、子供の頃に出会ったミュージカル、演劇作品である。舞台で演じる役者に魅力を感じ、その後、「声で表現する」ということに興味を持ち始めたという。
よこざわけい子 声優・ナレータースクール6期生。かつてはゆーりんプロに所属していたが、2011年8月31日付けで退所。その後、6年半のフリー期間を経て、2018年2月1日付けでケンユウオフィスに所属。同時に芸名を「橘凜」から「波乃りん」に改名した。

## 人物
特技は手笛、日本舞踊。趣味は読書、着物でお出かけ。
好きな言葉は「粋」。座右の銘は「苦あれば楽あり」。

## 出演

### テレビアニメ
2005年
- プレイボール（アナウンス）　
- まほらば〜Heartful days（おばさん）

2004年
- ビューティフル ジョー（ビアンキープリマ）

2007年
- 神曲奏界ポリフォニカ（2007年 - 2009年、少年時代のフォロン） - 2シリーズ

2009年
- 銀魂（女B）
- 花咲ける青少年（オーギュストの母）

2012年
- サザエさん（新婦）

2018年
- 青春ブタ野郎はバニーガール先輩の夢を見ない（のどか母）

2019年
- どろろ（母親）

### ゲーム
- ファイナルファンタジーXVI（2023年、マーサ）

### 吹き替え

#### 映画
- あぁ、結婚生活
- 愛を読むひと（ローゼ・マーター〈レナ・オリン〉）
- アドベンチャーランドへようこそ
- アフターライフ
- 運命の元カレ
- エヴァンジェリスタ
- エミルの空
- エンバー 失われた光の物語
- エンド・オブ・キングダム (ジャクリーン・マーシャルМI6捜査官 〈シャーロット・ライリー〉)
- オール・ユー・ニード・イズ・キル（ナンス〈シャーロット・ライリー〉[8]）
- お願い!プレイメイト
- グッド・バッド・ウィアード（ハルメ）
- クレイジー・ハート
- ゴージャス
- ザッツ★マジックアワー ダメ男ハワードのステキな人生
- シックハウス（ホランド教授）
- シャーペイのファビュラス・アドベンチャー
- スモーキング・ハイ
- ゼア・ウィル・ビー・ブラッド
- セックス・クラブ
- ディテクティヴ
- コールドケース 迷宮事件簿
- トム・ヤム・クン!
- ビバリーヒルズ・チワワ
- ブレイブ ワン
- ファイヤーウォール
- MAXX!!! 鳥人死闘篇
- 黙示録2009 隕石群襲来（グラハム大統領）
- 夢見る頃を過ぎても
- リザレクション
- レディ・イン・ザ・ウォーター

#### ドラマ
- I AM 私の分岐点 #2（トニ〈ヴィネット・ロビンソン〉[9]）
- ALPHAS/アルファズ
- ヴェロニカ・マーズ（ジャッキー・クック〈テッサ・トンプソン〉）
- GALACTICA/ギャラクティカ（司祭エローシャ〈ロレーナ・ゲイル〉）
- キル・ポイント（クロエ）
- ギルモア・ガールズ（シェリー）
- グッド・ドクター 名医の条件 シーズン4
- クリミナル・マインド FBI行動分析課（ルイーズ）
- 主任警部アラン・バンクス
- シンデレラマン
- セカンド・チャンス（ガエタナ）
- ソロリティΦフォーエバー（メルセデス〈キャンディス・パットン〉）
- ダーマー（キャサリン）
- 太陽を抱く月
- ハーパーズ・アイランド 惨劇の島
- プリズン・ブレイク（スーザン、ディディ）
- 弁護士イーライのふしぎな日常
- HOMELAND（ミラ・ベレンソン〈サリタ・チョウドリー〉）
- BONES シーズン4 #16（ストロベリーラスト）
- マイガール（オクソン）
- バッドメン（スザンヌ・ファレル〈アビゲイル・スペンサー〉）

#### アニメ
- ルビー・グルーム（マレディ）
- NODDY（マーサ）
- びっくりマジック・ファミリー（フェロシア）
- スター・ウォーズ/クローン・ウォーズ（テレビシリーズ）（RO-Z67、ハリー・パートーニ）
- スター・ウォーズ: バッド・バッチ（シド）
- おっはよー!アンクル・グランパ（エミリー）
- デンジャー&エッグ 〜なかよし2人のおかしな大冒険〜

### ラジオ
- 青春ラジメニア内コーナー ラジオTheアニソン館パーソナリティ（ラジオ関西）

### 舞台
- 三国志艶物語
- 恋はルールが一番
- お江戸「桜の一枝」殺人事件「絆」
- カルメン
- 橙の上（主役）
- 君姫
- マクベスの妻とよばれた女（ロザライン）
- マイセブン（三十路あまり九つ）
- ナホトカ（梶みどり）
- 池田屋裏2 炎上（前川はる）
- 生きてるうちが華なのよ TAIAI[10]